# Corning, Iowa
Corning är en stad (city) i Quincy Township, Adams County i den amerikanska delstaten Iowa. 2010 hade staden 1 635 invånare.